# Mud Island
Mud Island est une petite péninsule située à Memphis, dans le Tennessee. Elle est bordée par le fleuve Mississippi à l'ouest et par la rivière Wolf et Harbour Town (en) à l'est.
Elle est utilisée comme parc public sous le nom de Mud Island River Park et comprend un musée (le Mississippi River Museum (en)), des restaurants, un amphithéâtre et un quartier résidentiel.
Mud Island est accessible par le Memphis Suspension Railway (en) (un monorail), à pied (via une passerelle située sur le monorail), en embarcation ou en automobile.
Mud Island est utilisée pour des scènes du film La Firme (1993).